# فليسينوكسان
فليسينوكسان هو ناهض فعال وانتقائي لمستقبل السيروتونين HT1A-5، وهو ناهض جزئي/شبه تام من فئة الفينيلبيبرازين.
طُور الفليسينوكسان في الأصل بهدف استعماله كدواء خافض لضغط الدم، ثم وُجد بعد ذلك أنّ الفليسينوكسان له تأثير مضاد للاكتئاب ومزيل للقلق على حيوانات التجارب التي خضعت للإختبار، ومن ثم أُجريت في وقت لاحق العديد من الدراسات التجريبية والتجارب السريريّة على مجموعات صغيرة من البشر لعلاج اضطراب الاكتئاب الشديد، ووجد أن الدواء يتمتع بفاعليّة قوية وإمكانيّة تحمّل جيّدة للغاية إلا أنّ تطوير دواء الفليسينوكسان قد توقّف على الرغم من ذلك بسبب القرارات الإداريّة.
يعزز دواء الفليسينوكسان من وقت استجابة نوم حركة العين السريعة لدى المرضى، ويقلل من درجة حرارة الجسم، ويزيد من إفراز الجسم للهرمون الموجه المنشط لقشرة الكظرية، وهرمون الكورتيزول، وهرمون البرولاكتين، ومن إفراز هرمون النمو.